# Chaetonema vicinum
Chaetonema vicinum is een rondwormensoort uit de familie van de Anoplostomatidae. De wetenschappelijke naam van de soort is voor het eerst geldig gepubliceerd in 1954 door Gerlach.